# Alticorpus macrocleithrum
Alticorpus macrocleithrum es una especie de pez de la familia Cichlidae.
Es endémica del Malaui. Sus hábitats naturales son los lagos de agua dulce.